# Gare de Biarritz-Ville
Gare de Biarritz-Ville – stara, nieczynna stacja kolejowa w Biarritz, w departamencie Pireneje Atlantyckie, w regionie Nowa Akwitania, we Francji.
Stacja powstała by lepiej obsłużyć centrum Biarritz. Znajdowała się na linii odchodzącej od dworca Négresse (obecnie Gare de Biarritz) w odległości około 3,5 km.
Została zamknięta 14 września 1980.